# Liquiritina
Liquiritin é o 4'-O-glucosídeo da flavanona liquiritigenina, presente no alcaçuz.